# Star Wars
Star Wars (svenska: Stjärnornas Krig, som det lanserades i Sverige) är en episk rymdopera och mediafranchise skapad av amerikanen George Lucas, och främst består av en serie filmer mellan 1977 och 2019. Den första i filmserien, Stjärnornas krig, hade biopremiär i USA den 25 maj 1977 och blev snabbt ett världsomfattande populärkulturfenomen. Filmens framgång ledde till två uppföljare, Rymdimperiet slår tillbaka (1980) och Jedins återkomst (1983). Under 1990-talet påbörjade George Lucas arbetet med en andra trilogi som en prequel till originaltrilogin, bestående av Episod I – Det mörka hotet (1999), Episod II – Klonerna anfaller (2002) och Episod III – Mörkrets hämnd (2005). I oktober 2012 sålde George Lucas rättigheterna till Walt Disney Company.
I december 2015 släpptes den första delen i uppföljartrilogin, även kallad "Disneytrilogin" eftersom filmerna producerats efter att Disney köpt rättigehterna, den sjunde filmen i serien Episod VII – The Force Awakens (2015). Två år senare släpptes Episod VIII – The Last Jedi (2017) och ytterligare två år efter att Episod VIII släpptes, släpptes Episod IX – The Rise of Skywalker (2019).
Filmserien har också resulterat i serietidning, böcker, TV-serier, datorspel och diverse andra produkter. Dessa tillägg utgör grunden för Star Wars: Expanded Universe, och har resulterat i en märkbar utveckling i seriens fiktiva universum. Fram till mars 2016 hade de sex första filmerna tillsammans genererat uppskattningsvis 9,2 miljarder US dollar, vilket gör dem till den tredje mest inkomstbringande filmserien genom tiderna.

## Filmserien
Originalfilmerna innehåller rollfigurer som jediriddarna Luke Skywalker och Obi-Wan Kenobi, den onde Darth Vader, prinsessan Leia Organa och äventyraren Han Solo. Filmen utspelas på platser som till exempel planeten Tatooine och rymdstationen Dödsstjärnan.
Lagom till 20-årsjubileet 1997 efter premiären av Stjärnornas krig hade alla tre filmerna nypremiär. Dessa "specialversioner" hade förutom att filmnegativen och ljudmixen restaurerats fått en del datoranimerade specialeffekter, samt några helt nya scener. En DVD-utgivning av originalversionerna till de tre först producerade Star Wars-filmerna ägde rum den 12 september 2006 i USA, och dagen därpå i Sverige).
Två år senare hade den första av de tre nya filmerna premiär. Dessa utspelar sig innan de ursprungliga filmerna och är berättelsen om hur den unge jediriddaren Anakin Skywalker blev Darth Vader.
I oktober 2012 köpte Walt Disney Company upp Lucasfilm med samtliga filmrättigheter samt underbolag. I och med uppköpet så tillkännagavs det att den tredje trilogin i filmserien av Star Wars planerades göras med Lucas som teknisk och konstnärlig rådgivare. Episod VII hade premiär i december 2015. Sedan har Disney tillkännagivit planer för en ny film vartannat till vart tredje år.
I januari 2013 bekräftades att J.J. Abrams, känd för Lost och Star Trek-rebooten, skulle regissera Star Wars: Episod VII.
I början av november 2022 annonserade Disney+ att en ny Star Wars serie skulle lanseras, The Acolyte. The Acolyte skulle komma att bli den första Star Wars-serien där man får följa Sitherna.

### Star Wars-filmer i produktionsordning
| Film                                                                            | Kronologi        | Premiär i USA    | Biopremiär i Sverige | Regissör(er)                                 | Författare                                           | Producent(er)                                        |
| Originaltrilogin                                                                | Originaltrilogin | Originaltrilogin | Originaltrilogin     | Originaltrilogin                             | Originaltrilogin                                     | Originaltrilogin                                     |
| ------------------------------------------------------------------------------- | ---------------- | ---------------- | -------------------- | -------------------------------------------- | ---------------------------------------------------- | ---------------------------------------------------- |
| Stjärnornas krig: Episod IV – Nytt hopp "Episod IV – Nytt hopp" tillagt 1981    | IV               | 25 maj 1977      | 16 december 1977     | George Lucas                                 | George Lucas                                         | Gary Kurtz                                           |
| Stjärnornas krig: Episod V – Rymdimperiet slår tillbaka "Episod V" tillagt 1981 | V                | 21 maj 1980      | 15 augusti 1980      | Irvin Kershner                               | Leigh Brackett och Lawrence Kasdan                   | Gary Kurtz                                           |
| Stjärnornas krig: Episod VI – Jedins återkomst                                  | VI               | 25 maj 1983      | 30 september 1983    | Richard Marquand                             | Lawrence Kasdan och George Lucas                     | Howard Kazanjian                                     |
| Prequeltrilogin                                                                 |                  |                  |                      |                                              |                                                      |                                                      |
| Star Wars: Episod I – Det mörka hotet                                           | I                | 19 maj 1999      | 19 augusti 1999      | George Lucas                                 | George Lucas                                         | Rick McCallum                                        |
| Star Wars: Episod II – Klonerna anfaller                                        | II               | 16 maj 2002      | 16 maj 2002          | George Lucas                                 | George Lucas och Jonathan Hales                      | Rick McCallum                                        |
| Star Wars: Episod III – Mörkrets hämnd                                          | III              | 19 maj 2005      | 19 maj 2005          | George Lucas                                 | George Lucas                                         | Rick McCallum                                        |
| Uppföljartrilogin "Disneytrilogin"                                              |                  |                  |                      |                                              |                                                      |                                                      |
| Star Wars: Episod VII – The Force Awakens                                       | VII              | 18 december 2015 | 16 december 2015     | J.J. Abrams                                  | J.J. Abrams, Lawrence Kasdan och Michael Arndt       | Kathleen Kennedy, J.J. Abrams och Bryan Burk         |
| Star Wars: Episod VIII – The Last Jedi                                          | VIII             | 15 december 2017 | 13 december 2017     | Rian Johnson                                 | Rian Johnson                                         | Kathleen Kennedy och Ram Bergman                     |
| Star Wars: Episod IX – The Rise of Skywalker                                    | IX               | 20 december 2019 | 18 december 2019     | J.J. Abrams                                  | J.J. Abrams och Chris Terrio                         | Kathleen Kennedy, Michelle Rejwan och J.J. Abrams    |
| Spinoffilmer                                                                    |                  |                  |                      |                                              |                                                      |                                                      |
| Star Wars: The Clone Wars                                                       | II–III           | 15 augusti 2008  | 14 augusti 2008      | Dave Filoni                                  | Henry Gilroy, Steven Melching och Scott Murphy       | George Lucas och Catherine Winder                    |
| Rogue One: A Star Wars Story                                                    | III–IV           | 16 december 2016 | 14 december 2016     | Gareth Edwards                               | Chris Weitz, Tony Gilroy, John Knoll och Gary Whitta | Kathleen Kennedy, Allison Shearmur och Simon Emanuel |
| Solo: A Star Wars Story                                                         | III–IV           | 25 maj 2018      | 23 maj 2018          | Phil Lord, Christopher Miller och Ron Howard | Lawrence Kasdan och Jon Kasdan                       | Kathleen Kennedy, Allison Shearmur och Simon Emanuel |

#### Kommande filmer
| Film                             | Premiär     | Regissör(er)          | Författare                      | Producent(er)                                            | Status           |
| -------------------------------- | ----------- | --------------------- | ------------------------------- | -------------------------------------------------------- | ---------------- |
| The Mandalorian & Grogu          | 22 maj 2026 | Jon Favreau           | Jon Favreau och Dave Filoni     | Jon Favreau, Kathleen Kennedy, Dave Filoni och Ian Bryce | Efterproduktion  |
| Star Wars: Starfighter           | 28 maj 2027 | Shawn Levy            | Jonathan Tropper                | Kathleen Kennedy och Shawn Levy                          | Förproduktion    |
| Obetitlad New Jedi Order-film    | TBA         | Sharmeen Obaid-Chinoy | George Nolfi                    | Kathleen Kennedy                                         | Förproduktion    |
| Star Wars: Dawn of the Jedi-film | TBA         | James Mangold         | James Mangold och Beau Willimon | Kathleen Kennedy                                         | Under utveckling |
| Obetitlad New Republic-film      | TBA         | Dave Filoni           | Dave Filoni                     | Kathleen Kennedy                                         | Under utveckling |
| Obetitlad Star Wars-film         | TBA         | Taika Waititi         | Taika Waititi och Tony McNamara | Kathleen Kennedy                                         | Under utveckling |
| Rogue Squadron                   | TBA         | Patty Jenkins         | Matthew Robinson                | Kathleen Kennedy                                         | Under utveckling |
| Obetitlad Star Wars-trilogi      | TBA         | TBA                   | Simon Kinberg                   | Kathleen Kennedy och Simon Kinberg                       | Under utveckling |

## TV-produktioner
George Lucas har även varit producent för två andra Star Wars-filmer, vilka inte regisserats eller skrivits av honom själv. Ewokerna beskrivs mer i TV-filmerna Hjältarnas karavan: Ewokernas återkomst (1983) och Ewoks: Flykten från Endor (1985) - båda filmerna finns på DVD:n Star Wars: Ewok Adventures i nyutsläpp. Ewokerna ses för första gången i Jedins återkomst. Filmerna om ewokerna handlar om två av dessa från denna film, unge Wicket och krigaren Teebo.
En TV-film gjordes också som sändes i CBS den 17 november 1978 med namnet The Star Wars Holiday Special. I Sverige sändes den i TV2 den 31 maj 1979 med titeln Stjärnornas krig och fred. Filmen är av många kritiker klassad som ett "lågvattenmärke", inte bara för Star Wars, utan för TV som media. George Lucas har sagt att han absolut inte vill släppa den igen. Det har aldrig visats i repris, trots det finns det många som piratkopierar filmen från de kvarvarande VHS-kassetter som användes för hemvideoinspelningar vid TV-sändningen.
I november 2003 var det premiär för en animerad TV-serie med namnet Star Wars: Clone Wars. Den utspelar sig mellan episod II och III och handlar om de så kallade "Klonkrigen". En datoranimerad fortsättning, Star Wars: The Clone Wars, hade premiär i augusti 2008. I november 2019 hade rymdvästernserien The Mandalorian premiär i Disney Plus.

## Handling
Star Wars är en saga som utspelar sig i en fjärran galax och där kampen mellan gott och ont står i centrum. I de tre första filmerna som producerades utkämpas ett inbördeskrig i galaxen där kampen står mellan det onda Rymdimperiet, lett av den ondskefulle kejsaren Palpatine och den goda Rebellalliansen, bestående av ett antal planetsystem som tillsammans beslutat sig för att göra motstånd mot honom. Huvudfiguren är den unge och godhjärtade Luke Skywalker som strävar efter att bli en jediriddare. Jediorden, som i årtusenden garanterat fred och frihet i galaxen, har nästan utplånats av den onde kejsaren och dennes hantlangare Darth Vader. Bara en fullt utbildad jediriddare kan besegra kejsaren och Darth Vader.
Under de tre filmernas gång får Luke Skywalker kännedom om flera överraskande saker, till exempel att Darth Vader är hans pappa Anakin Skywalker, som en gång var en jediriddare, och att han har en tvillingsyster, nämligen Leia Organa. Syskonen har hållits åtskilda sedan födseln för att skydda dem från kejsaren och deras far. Luke blir också nära vän med smugglaren Han Solo som från början är en mycket motvillig deltagare i kriget mot kejsaren. Han Solo ändrar sig så småningom och blir en av rebellernas största hjältar. Darth Vader och kejsaren är livrädda för att Luke ska bli en jediriddare och besegra dem, och gör allt för att söka upp honom och även få Luke att byta sida. Han vägrar emellertid att gå över till den onda sidan. Luke är å andra sidan övertygad om att det går att föra tillbaka Darth Vader till den goda sidan. Trots dåliga odds lyckas Luke till slut i slutet av Jedins återkomst omvända sin far till den goda sidan. När kejsaren försöker döda Luke räddar Darth Vader sonen från en säker död genom att döda Palpatine, den jediriddare han en gång var. Samtidigt drar han emellertid själv på sig dödliga skador.
Samtidigt som Luke och Darth Vader duellerar inför kejsaren i den nya dödsstjärnan går rebellerna till angrepp för att förinta den andra dödsstjärnan. Luke hinner fly strax innan den sprängs och får med sig den döde pappans kropp som han kremerar på skogsmånen Endor. Jedins återkomst avslutas med att Luke ansluter sig till sina vänner och firar Rebellaliansens seger över Rymdimperiet.
De tre efterföljande filmerna utspelar sig årtionden före händelserna i den ursprungliga filmtrilogin, och berättar bakgrundshistorien till dessa filmer. Huvudfigurerna här är jediriddarna Obi-Wan Kenobi och Anakin Skywalker, den sistnämnde senare känd som Darth Vader, den mörke Sithlorden.
Anakin Skywalker är som barn, liksom sin mamma Shmi Skywalker, slav hos toydarianen Watto på planeten Tatooine. Mest av en tillfällighet kommer jediriddaren  Qui-Gon Jinn och dennes lärling Obi-Wan Kenobi i kontakt med Anakin och hans mamma. Qui-Gon Jinn upptäcker att Anakin har extremt hög potential att lära sig utnyttja kraften och lyckas få den nioåriga Anakin frisläppt. Enligt en profetia skall det en gång komma en jediriddare med sådana krafter att han en gång för alla skall utrota Sithorden och bringa balans i kraften och fred i galaxen. Jinn är övertygad om att Anakin är "den utvalde". Jinn mördas dock av sithlorden Darth Maul, som senare besegras av Obi-Wan och lämnar tittarna att tro att han är död. Dock återvänder han senare i den animerade serien Star Wars: The Clone Wars samt Star Wars Rebels. Istället får Obi-Wan, som fullvärdig jediriddare, uppdraget av jedimästaren Yoda att träna upp Anakin.
I Star Wars: Episod II – Klonerna anfaller har Anakin, mot Obi-Wans instruktioner, återvänt till Tatooine för att leta upp sin mamma som han saknar väldigt mycket. Dessvärre har Shmi blivit kidnappad och dödad av sandfolket. Anakin är förkrossad av att han inte kunnat skydda sin mamma och svär på att samma sak aldrig skall få hända Padmé. Parallellt med att Anakin växer upp pågår ständiga krig runtom i galaxen mellan republiken och separatisterna. En central figur är senator Palpatine som efterhand tillskansar sig allt mer makt och i den sista filmen, Star Wars: Episod III – Mörkrets hämnd, till slut blir diktator och utropar sig till kejsare. Palpatine visar sig vara ledaren för sithorden som jediriddarna letat efter.
Under tiden har Anakin hunnit bli en fullvärdig jediriddare och en extremt skicklig sådan, men han är otålig, känslig för kritik och besatt av att skydda sin hustru, Padmé Amidala. Han förlorar tron på rättvisan, och förråder kollegorna i det goda Jedi-rådet för den obegränsade makt som "den mörka sidan" erbjuder. Anakin omvänds av Palpatine och blir därmed Darth Vader. Därefter beordrar Palpatine sin nye elev att döda separatistledarna och få slut på kriget som han själv startat genom att kontrollera båda sidor.
Vader hinns dock upp av Obi-Wan Kenobi på planeten Mustafar, och efter en lång och våldsam duell dem emellan står Obi-Wan som segrare. Vader skadas svårt, mister en arm och båda sina ben och får dödliga brännskador. Obi-Wan lämnar Vader att dö men Palpatine anländer i sista stund och räddar honom. Vader tvingas dock bära en svart livsuppehållande rustning för resten av sitt liv vilket ger honom det karaktäristiska utseendet och den mekaniska andningen som han är känd för. Filmen avslutas med att Luke och Leia föds på asteroiden Polis Massa, och förs till Alderaan respektive Tatooine, och Anakins förvandling till Darth Vader fullgörs.

## Framgångar
Star Wars-filmerna är en av de största succéerna i filmhistorien och redan efter den första filmen var skaparen George Lucas mångmiljonär. Sammanlagt spelade de sex första filmerna dragit in över fyra miljarder dollar i biointäkter. Tar man hänsyn till inflationen sedan 1977 och beräknar alla intäkter till dagens penningvärde är beloppet avsevärt högre än så. Dessutom skapade det enorma intresset för filmerna en jätteindustri, med bland annat datorspel, leksaker och kläder, som har omsatt många miljarder dollar. År 1977 belönades filmen med SFWA:s Special Award i samband med utdelningen av Nebulapriset.

## Star Wars i andra medier
Utöver filmerna har det också efter hand skrivits många romaner som utspelar sig i Star Wars-världen där handlingen i regel utspelar sig åtskilliga år efter händelserna i Jedins återkomst. Huvudpersonerna är desamma, Darth Vader undantagen: Luke Skywalker, Leia Organa, Han Solo och deras vänner. Av andra Star Wars-relaterade produkter som har producerats inkluderas bland annat:
- Star Wars i serietidningsform
- Stjärnornas krig - rollspelet
- Star Wars Roleplaying Game